# Campeonato Europeo de Escalada de 1996
El II Campeonato Europeo de Escalada se celebró en París (Francia) el 28 de enero de 1996 bajo la organización de la Federación Internacional de Escalada Deportiva (IFSC) y la Federación Francesa de Deportes de Escalada.

## Medallistas

### Masculino
| Evento     | Oro                        | Plata                  | Bronce                   |
| ---------- | -------------------------- | ---------------------- | ------------------------ |
| Dificultad | Arnaud Petit Francia       | François Petit Francia | François Lombard Francia |
| Velocidad  | Andrei Vedenmeer · Ucrania | Mathieu Dutray Francia | Pavel Samoilin · Rusia   |

### Femenino
| Evento     | Oro                   | Plata                   | Bronce                                                 |
| ---------- | --------------------- | ----------------------- | ------------------------------------------------------ |
| Dificultad | Liv Sansoz Francia    | Laurence Guyon Francia  | Stéphanie Bodet · Francia · Venera Chereshneva · Rusia |
| Velocidad  | Cécile Avezou Francia | Ameli Haager · Alemania | Kim Anthoni · Bélgica                                  |

## Medallero
| Núm. | País     | Oro | Plata | Bronce | Total |
| ---- | -------- | --- | ----- | ------ | ----- |
| 1    | Francia  | 3   | 3     | 2      | 8     |
| 2    | Ucrania  | 1   | 0     | 0      | 1     |
| 3    | Alemania | 0   | 1     | 0      | 1     |
| 4    | Rusia    | 0   | 0     | 2      | 2     |
| 5    | Bélgica  | 0   | 0     | 1      | 1     |
|      | TOTAL    | 4   | 4     | 5      | 13    |